# Skogsbergia galapagensis
Skogsbergia galapagensis is een mosselkreeftjessoort uit de familie van de Cypridinidae. De wetenschappelijke naam van de soort is voor het eerst geldig gepubliceerd in 1989 door Kornicker & Iliffe.